# جوليان لينون
جوليان لينون (بالإنجليزية: Julian Lennon)‏ هو عازف قيثارة ومغني ومغن ومؤلف وموسيقي وملحن وشاعر وممثل بريطاني، ولد في 8 أبريل 1963 بليفربول في المملكة المتحدة. بدأ مشواره المهني سنة 1984، وهو ابن المغني الراحل جون لينون.

## أعمال

### أفلام
- (1988)  جون لينون

## وصلات خارجية
- جوليان لينون على موقع IMDb (الإنجليزية)
- جوليان لينون على موقع ألو سيني (الفرنسية)
- جوليان لينون على موقع ميوزك برينز (الإنجليزية)
- جوليان لينون على موقع رولينغ ستون (الإنجليزية)
- جوليان لينون على موقع أول موفي (الإنجليزية)
- جوليان لينون على موقع إن إن دي بي (الإنجليزية)
- جوليان لينون على موقع أول ميوزيك (الإنجليزية)
- جوليان لينون على موقع ديسكوغز (الإنجليزية)
- جوليان لينون على موقع قاعدة بيانات الفيلم (الإنجليزية)
- جوليان لينون على موقع كينوبويسك (الروسية)